# Tranen (single)
Tranen is een single van het Nederlandse dj-trio Kris Kross Amsterdam in samenwerking met de Nederlandse rapper Kraantje Pappie en Belgische zangeres Pommelien Thijs uit 2021. 

## Achtergrond
Tranen is geschreven door Koen Wauters en geproduceerd door Alex van der Zouwen, Joren van der Voort, Bas van Daalen, Jordy Huisman en Sander Huisman. Het is een bewerking van Passie van Clouseau uit 1995. Kris Kross Amsterdam gebruikt vaker samples van liedjes om nieuwe hits te maken. Voor Tranen gaven de heren toe dat het bij dit nummer te makkelijk was gekopieerd, waardoor het geen grote radiohit werd. Het lied is een nederhopnummer dat gaat over liefdesverdriet.
Het is de tweede keer dat Kris Kross Amsterdam en Kraantje Pappie met elkaar samenwerken; in 2019 hadden ze samen met Tabitha een hit met Moment, eveneens een remake van een nummer uit de Jaren 90. De samenwerking met Pommelien Thijs kwam mede tot stand doordat zij als Vlaamse zangeres goed paste bij het Vlaamse origineel.
De B-kant van de single is een instrumentale versie van het lied. In Vlaanderen heeft de single de gouden status.

## Hitnoteringen
Het lied was redelijk succesvol in België, maar de artiesten hadden minder succes met het lied in Nederland. In de Vlaamse Ultratop 50 piekte het op de veertiende plaats en was het negen weken te vinden. De piekpositie in de Nederlandse Single Top 100 was de 73 plek in de enige week dat het in deze lijst stond. De Nederlandse Top 40 werd helemaal niet gehaald, al kwam het wel tot de zesde plaats van de Tipparade.